# Barriera di Ross

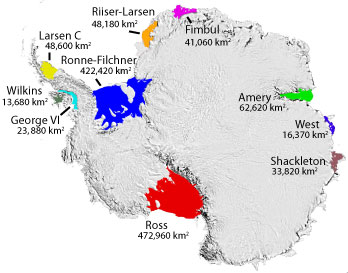
Le maggiori piattaforme glaciali antartiche.

La Barriera di Ross o Tavolato di Ross (81°30′S 175°00′W) è la più grande piattaforma glaciale dell'Antartide, con una superficie di circa 473.000 km² ed una larghezza di circa 800 km ha all'incirca le dimensioni della Francia. Il suo fronte sul mare aperto, quasi perfettamente verticale, è lungo più di 600 km ed il bordo è ad un'altezza che varia tra i 15 ed i 50 m dalla superficie marina. Più del 90% del ghiaccio che la compone, però, si trova sotto il livello del mare, di fatto quindi la piattaforma ha uno spessore di centinaia di metri. La maggior parte della piattaforma si trova nel territorio della Dipendenza di Ross, una regione dell'Antartide il cui possesso è rivendicato dalla Nuova Zelanda.

## Storia

### Esplorazione

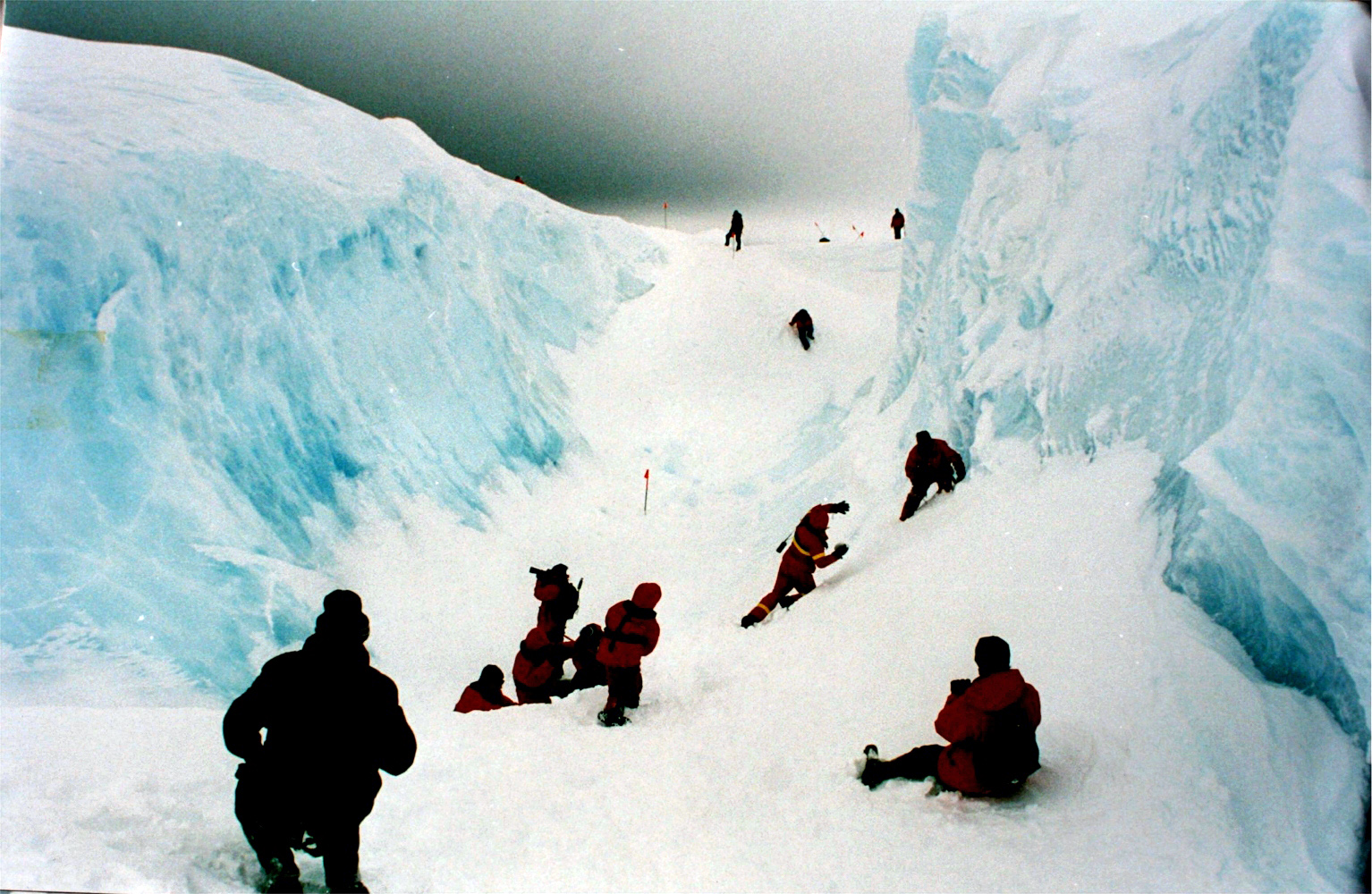
Crepaccio, Barriera di Ross 2001

Il 5 gennaio 1841, una squadra dell'Ammiragliato britannico a bordo di due velieri trialbero con scafo in legno rinforzato, l'Erebus ed il Terror, stava navigando nell'oceano Pacifico attraverso la banchisa antartica nel tentativo di trovare il Polo Sud Magnetico. Dopo quattro giorni di navigazione, trovando la rotta libera da ogni ostacolo, la speranza di raggiungere la destinazione era ancora viva finché, l'11 gennaio, non si trovarono di fronte ad una enorme massa di ghiaccio.
Sir James Clark Ross, il comandante della spedizione, commentò: "Non c'erano più possibilità di attraversarla di quante ce ne sarebbero di attraversare le scogliere di Dover". Ross, che nel 1831 aveva localizzato il Polo Nord Magnetico, trascorse i successivi due anni nella vana ricerca di un passaggio per arrivare al Polo Sud e più tardi il suo nome sarà dato sia alla piattaforma che lo bloccò che al mare circostante. Due vulcani nella regione furono anche battezzati, dallo stesso Ross, con il nome dei suoi vascelli.
Per i successivi esploratori antartici alla ricerca del Polo Sud, la Barriera di Ross diventò un punto di partenza. In una prima esplorazione dell'area durante la spedizione Discovery nel 1901-1904, partendo dalla base della spedizione, sull'isola di Ross, Robert Falcon Scott effettuò un importante studio della piattaforma e delle formazioni circostanti. Misurazioni effettuate sugli iceberg che se ne distaccavano e sul loro galleggiamento lo portarono a stimare che la struttura avesse uno spessore medio di 900 piedi (circa 275 m) mentre l'omogenea morfologia del ghiaccio ed il profilo della sua temperatura gli fecero concludere che la piattaforma galleggiasse sull'acqua. Altre misurazioni evidenziarono che nel 1902-1903 la formazione era avanzata di 608 iarde (circa 556 m) in 13 mesi e mezzo. Tali scoperte furono esposte in una lettura intitolata "Universitas Antarctica!" il 7 giugno 1911 e furono pubblicate nel resoconto della seconda spedizione di Scott (la Spedizione Terra Nova del 1910-1913).

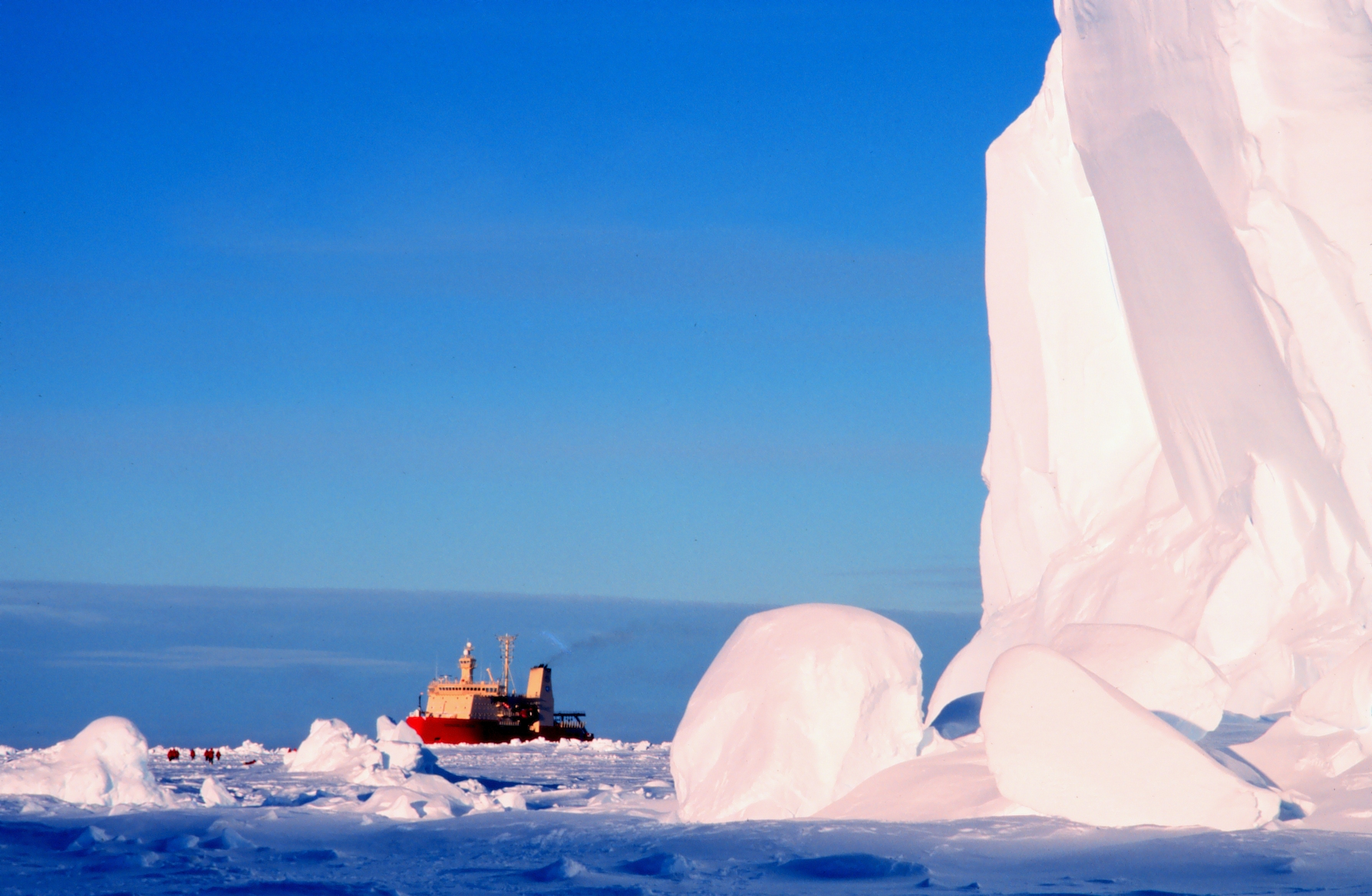
"The mystic Barrier" nella baia delle Balene, dove Amundsen la vide per la prima volta.
Si noti la dimensione di un essere umano (puntini neri sulla sinistra dell'immagine) rispetto a quella della piattaforma.

Sia Roald Amundsen che Scott attraversarono la piattaforma per raggiungere il Polo Sud nel 1911. Amundsen scrisse: "Lungo il fronte esterno la Barriera aveva una superficie piatta e livellata ma nell'interno della baia le sue condizioni erano del tutto diverse. Anche dal ponte della Fram si potevano osservare grandi irregolarità della superficie; in ogni direzione si potevano scorgere grandi creste intervallate da vaste depressioni. Il rilievo più alto, un'elevata cresta arcuata, si trovava nella parte meridionale e potevamo stimare la sua altezza in circa 500 piedi (circa 150 m) sull'orizzonte. Non è improbabile però che diventasse ancora più alta al di fuori del nostro campo visivo".
Il giorno seguente, la squadra mosse i primi passi sulla Barriera. Sempre Amundsen racconta: "Dopo mezz'ora di cammino avevamo già raggiunto il primo punto importante, la connessione tra la banchisa e la piattaforma. Questa connessione aveva tormentato da sempre le nostre menti. Come sarebbe stata? Una alta, perpendicolare, parete di ghiaccio lungo la quale avremmo dovuto trainare le nostre cose con l'aiuto dei paranchi? O una grande e pericolosa fessura che non saremmo stati in grado di oltrepassare se non con una lunga deviazione? Era naturale aspettarsi qualcosa del genere. Questo potente e terribile mostro avrebbe, naturalmente, offerto resistenza in un modo o nell'altro".
"La mistica Barriera! Dai tempi di Ross ad oggi, tutti, senza eccezione, hanno parlato di questa magnifica formazione naturale con un tono di timorosa soggezione. Era come se si potesse sempre leggere tra le righe la frase "Silenzio, state zitti! La mistica Barriera!"".
"Un, due, tre, e un piccolo balzo, e la Barriera fu oltrepassata!"

## Descrizione

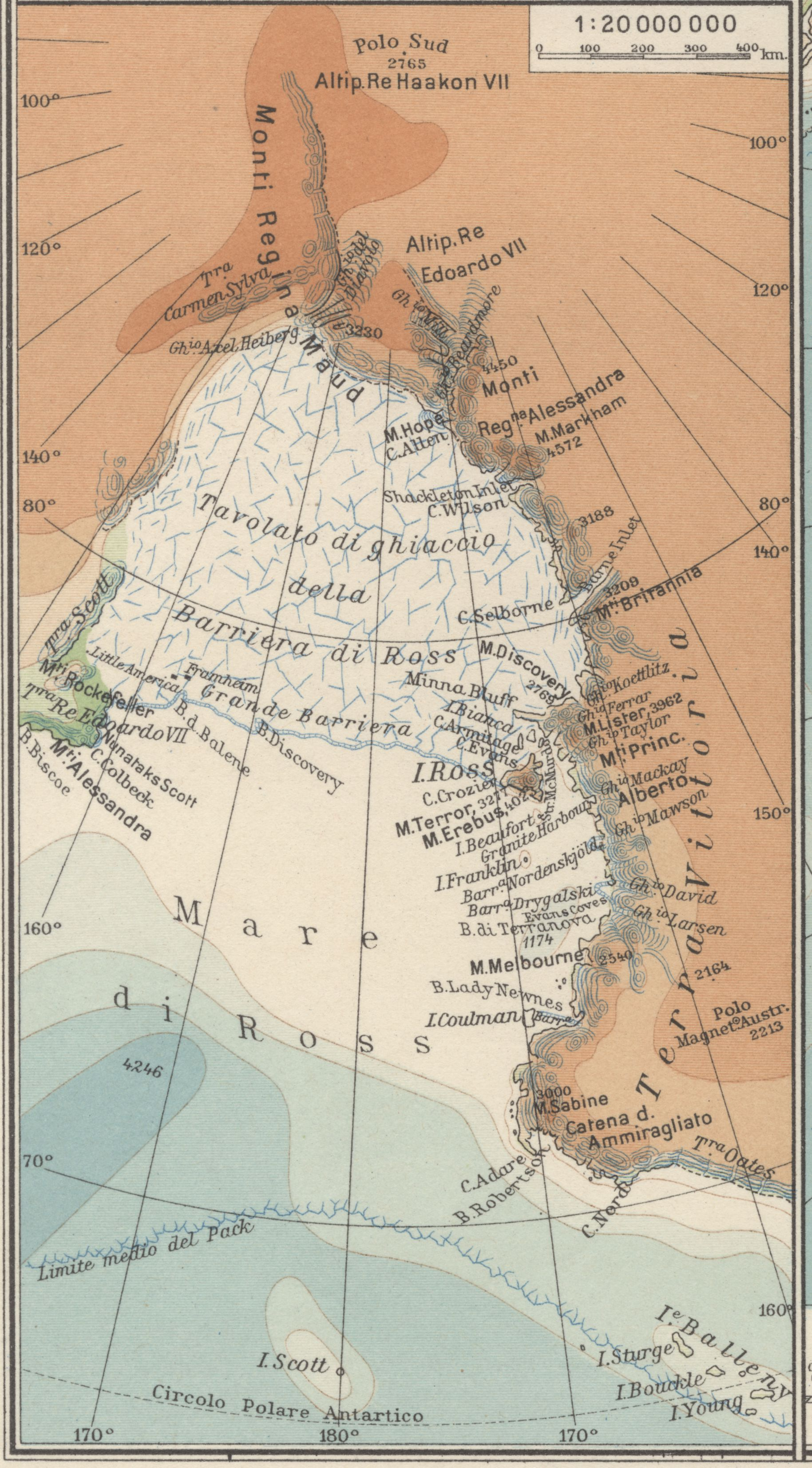
Mappa dell'Antartide del 1929; la Barriera di Ross è visibile al centro

È stata così chiamata in onore del capitano Sir James Clark Ross, che la scoprì il 28 gennaio 1841 e che ne mappò il fronte fino alla longitudine di 160° W. Originariamente la formazione glaciale fu chiamata "La Barriera" (The Barrier), con diversi aggettivi a qualificarla, come ad esempio "La Grande Barriera di Ghiaccio", poiché di fatto sbarrava il cammino ad ogni tentativo di navigare più a sud. Nel 1947, il US Board on Geographic Names decise di battezzarla con il nome di "Banchisa di Ross", per poi cambiarne il nome nell'attuale "Barriera di Ross" nel 1953, tale nome sarà poi pubblicato nel dizionario geografico antartico degli Stati Uniti d'America (US Antarctic Gazetteer) nel 1956.

### Composizione e movimenti
Le piattaforme glaciali sono spessi zoccoli di ghiaccio continuamente alimentati da ghiacciai che, giunti in corrispondenza della costa, si diffondono oltre, galleggiando sulla superficie dell'acqua. Oltre a fungere da freno all'espansione dei ghiacciai, la presenza delle piattaforme ha anche un altro importante effetto: "esse moderano lo scioglimento che avviene sulla superficie dei ghiacciai. Quando tali strutture vengono a mancare, venendo meno il loro potere frenante, i ghiacciai aumentano la loro velocità di espansione e possono arrivare a perdere più ghiaccio, sciolto nell'oceano, di quello che riescono a raccogliere sotto forma di neve nei loro bacini. Questo aumento della velocità di espansione è già stato osservato nella penisola Antartica nella aree dove le piattaforme glaciali si sono disintegrate in tempi brevissimi."
La Barriera di Ross è uno di questi zoccoli di ghiaccio. Le sue dimensioni sono pari all'incirca a quelle della Francia.. La massa di ghiaccio è larga circa 800 km e lunga 970 ed ogni giorno il fronte della barriera si spinge avanti di 1,5 m. In alcune zone, in particolar modo nella parte meridionale, il ghiaccio arriva ad uno spessore di quasi 750 m (2.450 ft). La piattaforma è alimentata da diversi ghiacciai che gradualmente aggiungono ghiaccio al flusso principale, in più l'acqua di mare sottostante, ghiacciando, aggiunge da 40 a 50 cm di spessore alla struttura. A volte fessure o cricche possono causare la rottura ed il distacco di parti a volte enormi della piattaforma, il più grande distacco di cui si abbia notizia ha interessato un'area di circa 31.000 km², più o meno la superficie del Belgio. L'iceberg B-15, il più grande mai registrato, si era staccato dalla Barriera di Ross nel marzo del 2000.
Gli scienziati si sono a lungo interrogati sulla piattaforma e sulla sua composizione, tant'è che molte squadre di ricerca avevano stabilito i loro campi base nelle vicinanze o direttamente sopra di essa. Uno degli studi più grandi in questo senso fu quello compiuto da una squadra internazionale di scienziati nel 1957 e nel 1958 e poi ripreso nella stagione 1960-1961 quando alcune squadre esplorarono i ghiacciai ed altre le vallate presenti sulla struttura.
Dal 1967 al 1972 lo Scott Polar Research Institute ha effettuato lunghe osservazioni utilizzando tecniche di radioglaciologia. Tali tecniche hanno permesso di effettuare le misurazioni all'aria aperta e di coprire una distanza totale di 35.000 km rispetto ai precedenti 3000. Monitoraggi ancora più dettagliati sono stati effettuati nel 1973 e nel 1978.
Una importante iniziativa fu quella chiamata Ross Ice Shelf Project che fu lanciata assieme ad un piano di perforazioni e carotaggi della piattaforma al fine di campionare la biomassa dell'area e di stabilire la relazione tra la struttura ed il fondale marino. Il progetto includeva sia osservazioni glaciologiche superficiali che, in una fase successiva, delle trivellazioni. Quest'ultima fase, il cui inizio era previsto per il 1974, fu posticipata fino al 1976. Finalmente, nel 1977, gli scienziati riusciorono a bucare lo spessore di ghiaccio con un buco che rimase aperto e permise quindi i campionamenti per tre settimane di fila. La squadra ebbe così la possibilità di mappare il fondale marino, studiarne le maree ed osservare i pesci e le altre forme di vita presenti nell'acqua. La squadra poté esaminare anche le condizioni oceanografiche e geologiche così come la temperatura del ghiaccio che alla base della piattaforma risultò essere pari a −2,16° Celsius (27,3 °F).
I risultati di questi vari progetti furono pubblicati in una serie di articoli nel numero di Science del 2 febbraio 1979.
Durante gli anni ottanta, al fine di registrare le temperature, una rete di stazioni meteorologiche fu installata sia sulla piattaforma che nelle zone più remote del continente.

Interazioni ghiacciaio-piattaforma di ghiaccio.

Nel 2002, dopo anni di studio il National Snow and Ice Data Center dell'Università del Colorado ha annunciato che, sulla base delle fratture e dei disgregamenti delle varie piattaforme glaciali osservate, è possibile dire che l'intero insieme di piattaforme sta subendo un riassetto della propria stabilità. Gli stessi scienziati hanno stabilito che la temperatura del punto più caldo della Barriera di Ross era solo di pochi gradi inferiore a quella necessaria perché anche questa struttura andasse incontro alla disintegrazione, cosa che sarebbe veramente catastrofica dato che l'acqua contenuta nella parte della piattaforma esterna alla superficie del mare sarebbe sufficiente a causare un innalzamento dei mari di 5 metri. Lo studio ha inoltre aggiunto che la frequenza dei distacchi di iceberg non è correlata alla stabilità della struttura.
Le costanti esplorazioni scientifiche continuano a svelare interessanti informazioni e dati le cui analisi hanno dato vita a diverse teorie basate su rilevamenti glaciologici e geologici, una fra queste, datata 2006, afferma che in passato la piattaforma potrebbe già essersi disintegrata, forse addirittura improvvisamente, per poi riformarsi, e che ciò potrebbe riaccadere.